# Чінко
Чінко, також відомий як природний заповідник Чінко є територією, яка охороняється в Центральноафриканській Республіці. Територія розташована на північному краю тропічного лісу річки Конго.

## Опис і місцевість
Чінко — це охоронна територія площею 64 300 км2, що складається з ділянок із різним статусом охорони. Сам заповідник Чінко має площу — 17 600 км2 (6 795 кв. миль), решта це керовані мисливські угіддя та буферна зона. Чінко розташований у південно-східній частині Центральноафриканської Республіки, на кордоні з Демократичною Республікою Конго. Керує ним некомерційна природоохоронна організація African Parks у рамках п'ятдесятирічного державно-приватного партнерства з міністерством води, лісу, мисливства та рибальства. Африканські парки почали керувати Чінко у грудні 2014 року. Чінко став восьмим парком, який включено до портфеля управління організацією.
Заповідник Чінко розташований на вулканічному плато, на висоті 600 метрів над рівнем моря. Тут іде багато дощів, а докембрійська ерозія корінних порід створила шар алювіального ґрунту, що дозволяє багатій і різноманітній дикій природі процвітати по всьому регіону. Парк має незвичайну геологію, багато води та роль «агента диверсифікації».

## Флора і фауна

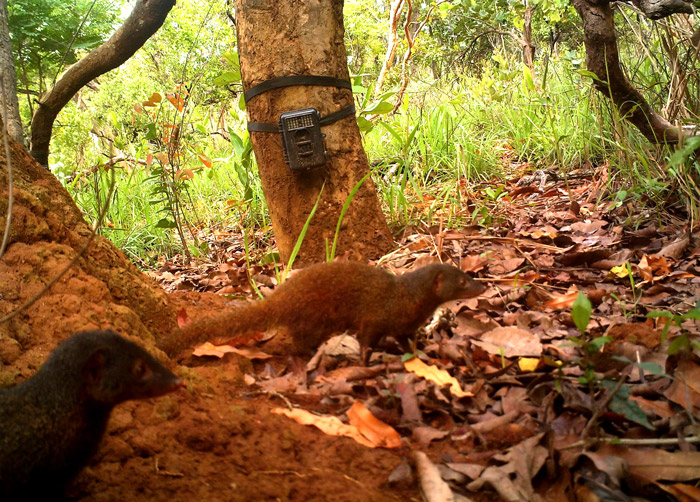
Мангуст Пусарга в парку в 2012 році

Простори заповіднику Чінко це «безлюдна середньо-суданська та судано-гвінейська» лісиста савана з деякими конголезькими тропічними лісами. Ці різноманітні екосистеми утворюють екотон у басейні річки Чінко та підтримують різноманітну дику природу. Чінко містить зростаючу попуцію слонів; 23 підтверджених види м'ясоїдних, включаючи африканських диких собак, північних левів, 9 видів мангустів; 14 видів приматів, включаючи східне шимпанзе; 24 різних копитних; три види панголінів, приблизно 500 видів птахів та 100 видів риб. До м'ясоїдних належать африканська дика собака, леопард, лев і мангуст. Інші види включають: африканського буйвола, бонго, шимпанзе, мавпу, крокодила, східну гігантську канну, гігантську лісову свиню, гну, рудого лісового дукера, бородавочника, водяного цапа та жовтоспинного дукера.
У заповіднику мешкають десятки видів, що перебувають під загрозою зникнення, а також наступні види птахів: дрохви, канюки, цесарки, одуди, птахи-носороги, зимородки, птахи -секретарі, кам'яна куріпка та сонячні птахи, папуги. Чінко, будучи великим блоком незайманого середовища існування, може забезпечити генетичне різноманіття для реколонізації навколишніх регіонів. Також можливо Чінко є домом для найбільшої в Африці охоронюваної популяції антилопи Бонго.

## Історія
Чінко раніше був мисливським заповідником і був домом для тисяч буйволів, слонів і левів, а також таких рідкісних тварин як африканські дикі собаки. Протягом 1980–2000-х років у цій місцевості спостерігалося значне зменшення популяції диких тварин через перевипас худоби, торгівлю слоновою кісткою та браконьєрство.
У 2002 році повідомлялося, що в регіоні Чінко було втрачено 95 відсотків дикої природи.
Ерік Марарв і його сім'я придбали мисливську концесію в 2005 році і розпочали сафарі під назвою Central African Wildlife Adventures в 2006 році. За шість років роботи сім'я Марарв побудувала дві злітно-посадкові смуги, номери для гостей і сотні миль доріг, імпортувала техніку та вантажівки, а також навчила персонал. Девід Сімпсон почав працювати пілотом у сафарі-компанії в 2010 році, і Марарв попросив його повернутися на посаду генерального менеджера наступного року. Іноземні скотарі, відомі як Wodaabe (або Mbororo), які мігрували з Судану через війну та посухи, почали займатися інтенсивним скотарством у віддалених частинах Центральноафриканської Республіки, включаючи простори заповідника Чінко та прилеглі райони, приблизно у 2012 році. Додатковий випас худоби, надмірний випас худоби, браконьєрство та лісові пожежі сприяли вирубці лісів, опустелюванню та ерозії . У 2013 році Служба охорони рибних ресурсів і дикої природи Сполучених Штатів виділила майже 100 000 доларів США на зменшення браконьєрства, навчаючи рейнджерів і звертаючись до місцевих громад для підвищення обізнаності про природоохоронні заходи. Сімпсон був співавтором проекту Чінко, щоб захистити середовище існування та дику природу, і почав керувати парком, коли Африканські парки взяли на себе діяльність у 2014 році.
У лютому 2016 року у Чінко працювали п'ятдесят паркових рейнджерів. Повідомляється, що в середині 2016 року Сімпсон керував вже 400 співробітниками та мав бюджет у 2,5 мільйона доларів, а проєкт Chinko був «єдиною великою податковою організацією у всій східній половині Центральноафриканської Республіки та одним із найбільших роботодавців та імпортерів іноземних товарів в країні» що стимулювало економічний розвиток регіону та сприяло формуванню довіри серед корінного населення. До середини 2016 року співробітники заповідника Chinko зібрали понад 700 000 спостережень дикої природи з камер, що активуються рухом, і використовували невеликий літальний апарат для ідентифікації та відстеження тварин і порушників парку. У 2016 році фонд Segré співпрацював з African Parks для найму та навчання рейнджерів, будівництва оперативних центрів, покращення комунікаційних технологій, закупівлі обладнання та покращення керування даними.
У січні 2017 року розбився вертоліт, компанії African Parks, в катастрофі загинули керівник правоохоронних органів парку, його заступник і пілот.
У квітні 2020 року уряд ЦАР та Африканські парки уклали нову угоду про державно-приватне партнерство, розширивши основну охоронну територію до 24 335 км2 і запланувавши збільшити загальну охоронну територію до 55 000 км2 протягом наступних 25 років.
У 2024 році African Parks повідомили, що в Chinko працювало понад 350 громадян, що зробило його найбільшим роботодавцем в країні після столиціБангі. Сьогодні African Parks продовжують розвивати проєкт та відновлювати популяції тварин. На весні 2024 рокі African Parks повідомили про збільшення популяції леопардів та буйволів.